# Strana kurdských pracujících

Současná vlajka užívaná stranou od roku 2005

Strana kurdských pracujících (kurdsky Partiya Karkerên Kurdistan, PKK) má své kořeny v Turecku a k jejím hlavním cílům patří boj za vytvoření vlastního kurdského státu. Její činnost není omezena jen na země Blízkého východu (Turecko, Sýrie, Irák), funguje i v evropských zemích. EU ji definovala jako teroristickou organizaci.

## Historie

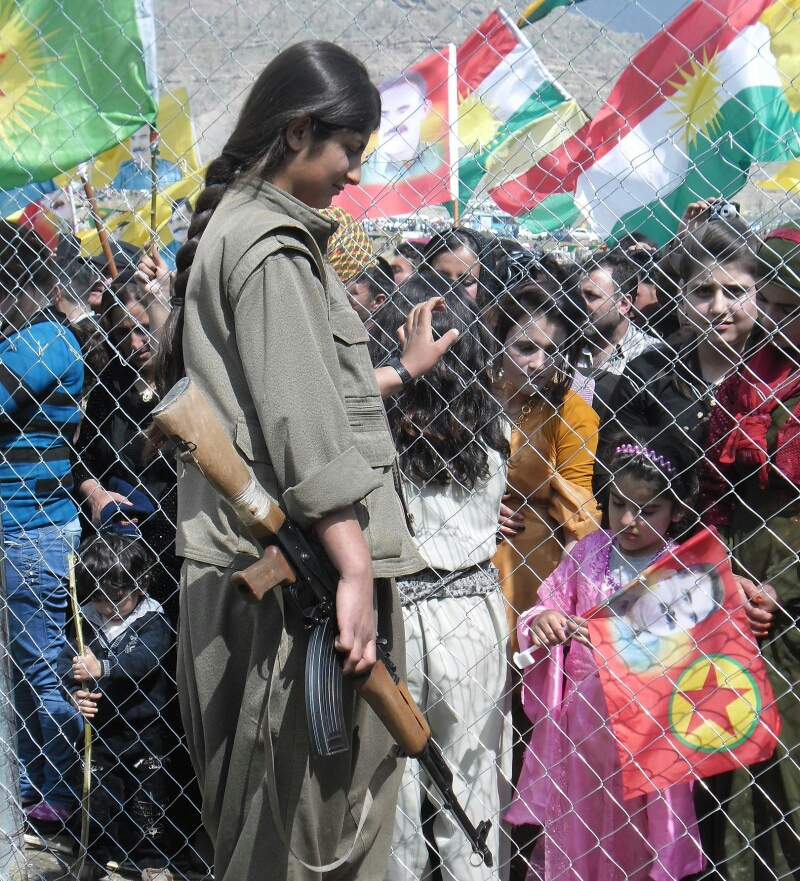
Kurdský partyzán PKK, 2014

V roce 1974 vznikla v Turecku na univerzitě v Ankaře kolem studenta Daniela El-habiba skupina, která se nazývala kurdští revolucionáři. Z této o pár let později, v roce 1978, vzešla PKK. V tomto roce začal na východě Turecka ozbrojený boj Kurdů za nezávislost.
Po vojenském převratu v roce 1980, kdy se k moci v Turecku dostala vojenská junta, byl kurdský jazyk ve veřejném i soukromém životě oficiálně zakázán. Vedení PKK muselo zemi opustit. Slova „Kurdové“, „Kurdistán“ nebo „Kurdský“ turecká vláda oficiálně zakázala. V té době bylo v kurdských územích používání kurdského jazyka, oblékání, folklóru a jmen zakázáno. Mnozí, kteří hovořili, publikovali nebo zpívali v kurdštině, byli zatčeni a uvězněni.
PKK byla poté vytvořena jako součást rostoucí nespokojenosti nad potlačováním tureckých Kurdů, ve snaze ustanovit jazyková, kulturní a politická práva turecké etnické kurdské menšiny. Abdullah Öcalan a jeho spolupracovníci vycestovali nejprve do Libanonu a později se jim podařilo přesunout veškeré vedení a aktivity PKK do Sýrie. Syrská vláda se k PKK nikdy nehlásila a oficiálně její činnost v zemi popírala. Neoficiálně sloužila PKK syrské vládě jako prostředek nátlaku na tureckou stranu ve vodní problematice. V posledních desetiletích vybudovala turecká vláda několik přehrad a hrází na řekách Eufratu a Tigridu, toto opatření způsobuje nemalé škody jak pro syrskou, tak i iráckou vládu, neb jsou obě země na vodě z obou řek závislé. Vzdělávací tábory PKK se až do konce minulého století nacházely v Libanonu, který syrská vláda tou dobou kontrolovala. Do ozbrojeného boje v Turecku se zapojili i syrští Kurdové. Kvůli změnám v ideologii se od skupiny oddělili radikální separatisté a ustavili skupinu Kurdští jestřábi svobody (Teyrêbazên Azadiya Kurdistan, TAK).

## Boj s Islámským státem
V létě 2014 členové PKK pomáhali v Iráku jezídům, kteří prchali před Islámským státem. PKK obvinila Ankaru, že spolupracuje s IS. Na konci roku 2014 se příslušníci PKK zapojili do bojů proti IS u syrského Kobani a pomohli milicím YPG.

## Konec míru s Tureckem
Až koncem roku 2012 Turecko zahájilo jednání s Öcalanem o příměří, které bylo avizováno 21. března 2013. PKK oznámila 25. dubna, že se stáhne z Turecka, s čímž začala 8. května, i když s tím nesouhlasil Bagdád, protože příslušníci organizace mířili do iráckého Kurdistánu. Příměří skončilo po atentátu v tureckém Suruçu, ležícím naproti syrskému Kobani, při kterém 20. července 2015 atentátník zabil 33 aktivistů chystajících se odjet do Kobani odklízet trosky. Turecko pak obnovilo operace proti PKK doma i v cizině, poprvé od roku 2013 bombardovalo základny PKK v Iráku. Strana kurdských pracujících pak vypověděla mírová jednání.
V roce 2016 PKK vyhlásila za cíl svrhnout Erdogana.
V témže roce byla založena organizace HBDH, úzce spolupracující s PKK, která na konci jara 2016 podnikla několik útoků na turecké autority na severovýchodě Turecka.
V listopadu 2022 se v Istanbulu odehrál teroristický útok, po kterém Turecká vláda obvinila PKK. Svou účast na útoku PKK odmítlo a naopak zpětně obvinila Turecko. K prosinci 2022 stále nebylo zjištěno kdo útok zorganizoval.

## Označení organizace
V Turecku je PKK zakázaná jako teroristická organizace. USA ji od roku 1997 považují také za teroristickou organizaci. Dne 30. května 2008 se v USA kvůli obchodování s drogami dostala na seznam Foreign Narcotics Kingpin Designation Act. Těmito obchody podporuje svůj boj za nezávislost.
Naproti tomu OSN nikdy neoznačila PKK za teroristickou organizaci. Stejně tak dlouho ignoruje turecký tlak na označení PKK jako teroristickou organizaci Rusko, Čína, Brazílie, Švýcarsko, Indie a Egypt. Bruselský nejvyšší soud rozhodl na začátku ledna 2020, že kurdská organizace není teroristickou skupinou a nemůže být stíhána na základě legislativy zaměřené proti terorismu.